# Global Crossing
Global Crossing est une société américaine de télécommunications par fibre optique qui fournit du service IP au niveau mondial, présente dans plus de 300 villes et 28 pays.

## Histoire
Global Crossing a été fondée dans l'archipel des Bermudes par Gary Winnick et trois associés (Abbott L. Brown, David L. Lee, et Barry Porter) à la fin de l'année 1997, via le fonds d'investissement Pacific Capital Group. Au départ, la société n'a que 35 millions de dollars de capital, apportés par CIBC Argosy Merchant Funds, un fonds d'investissement appartenant à d'anciens collègues de Winnick, qui sera rebaptisé Trimaran Capital Partners. 

### Deux acquisitions à prix d'or
Le 18 mars 1999, Global Crossing, qui n'a que 200 employés et un chiffre d'affaires de 424 millions de dollars, change brutalement d'échelle: la petite société, grâce au soutien des banques, parvient à mettre 11,2 milliards de dollars sur la table pour gagner une bataille lui permettant s'emparer du réseau de fibre optique construit dans les années 1990 par Rochester Telephone (New York), société fondée en 1877 et rebaptisée Frontier Communications depuis 1995. La société acquise est 40 fois plus grosse que l'acquéreur, avec 8000 salariés et un chiffre d'affaires de 2,6 milliards de dollars. L'OPA représente une prime de 40 % sur le cours de et fait chuter de 8,5 % l'action Global Crossing.
Deux semaines plus tôt, pour séduire les banques, Global Crossing avait débauché à prix d'or Robert Annunziata, l'un des dirigeants du premier opérateur télécoms américain, AT&T.  Il avait auparavant créé la société Teleport Communications revendue 12 milliards de dollars à AT&T.
Global Crossing investit quelques mois plus tard 850 millions de dollars pour le rachat de Global Marine Systems, une ancienne division de British Telecom.

### Le PDG s'en va un an après son arrivée
Robert Annunziata quitte Global Crossing en mars 2000, seulement un an après son arrivée, jour pour jour. Leo Hindery, un autre dirigeant d'AT&T, arrivé quelques mois plus tôt, lui succède, après être passé par la division « hébergement de sites web », GlobalCenter. L'action était alors à 61 dollars et elle tombe à 25 dollars en avril, après quelques semaines. Une levée de fonds de 2,5 milliards de dollars, sous forme d'actions et d'obligations convertibles est exigée par les banquiers mais elle échoue, la moitié des titres n'étant pas acceptés par le marché, car le principal actionnaire Gary Winnick revend ses titres. Leo Hindery promet que la société dégagera du cash-flow d'ici la fin de l'année, mais il doit vendre la division GlobalCenter pour 251 millions de dollars puis s'en aller seulement sept mois après son arrivée. Il est remplacé le 7 octobre 2000 par Thomas Casey, un avocat venu du courtier Merrill Lynch, ancien procureur à la Federal Communications Commission. Global Crossing a affiché une perte de 37 cents par action en 2000 et les analystes prévoient une autre perte, de 2,56 dollars par action, pour 2001. La valorisation de plus de 20 milliards de dollars de ses actifs revendiquée par la société dépasse de 4 ou 5 fois la réalité car une concurrence très forte est apparue sur les réseaux de fibre optique, les plus récents comme ceux de LD Com ou COLT Technology Services étant bien plus puissants et rapides que celui dont Global Crossing a hérité lors de l'OPA de 1999. 
Le dépôt de bilan de Global Crossing, en janvier 2002, débouche sur la 15e plus grosse faillite jamais intervenue aux États-Unis par l'importance des actifs en jeu (30,185 milliards de dollars), selon le site bankruptcydata.com. Les dettes s'élevant à 12,4 milliards de dollars, les actifs sont surévalués, car la société n'a jamais eu de vrais capitaux propres. Dirigée de fait par Gary Winnick, Global Crossing incarna les excès de la mauvaise gouvernance à l'époque de la faillite d'Enron.

### Le rachat par Level 3
Le groupe a dans l'urgence été racheté par le hongkongais Hutchison Whampoa et le singapourien Singapore Technologies Telemedia, pour 250 millions de dollars. Une dizaine d'années après les graves difficultés connues par la société lors du krach boursier de 2001-2002, Global Crossing a été rachetée en avril 2011 par Level 3 Communications un autre opérateur télécom, pour 3 milliards de dollars, dette comprise, alors que Global Crossing n'a que 900 millions de dollars de capitalisation boursière. Level 3 Communications avait racheté en 2002 Genuity, dont la division française était Integra.